# (1673) van Houten
(1673) van Houten – planetoida z grupy pasa głównego asteroid okrążająca Słońce w ciągu 5 lat i 179 dni w średniej odległości 3,11 au. Została odkryta 11 października 1937 roku w Landessternwarte Heidelberg-Königstuhl w Heidelbergu przez Karla Reinmutha. Nazwa planetoidy pochodzi od Cornelisa van Houtena, holenderskiego astronoma, współodkrywcy ponad 4 tysięcy planetoid. Przed nadaniem nazwy planetoida nosiła oznaczenie tymczasowe (1673) 1937 TH.